# Němá svatba
Němá svatba (rumunsky Nunta mută) je rumunská komedie, kterou v roce 2008 natočil jakožto svůj debutní snímek rumunský režisér Horațiu Mălăele. Hlavní role ztvárnili Meda Victor, Alexandru Potocean, Valentin Teodosiu, Alexandru Bindea, Tudorel Filimon, Nicolae Urs, Luminița Gheorghiu a Dan Condurache.
Film pojednává o svatbě v roce 1953, která se z důvodu vyhlášení týdenního smutku v souvislosti s úmrtím J. V. Stalina musela odehrát v tichosti, a následcích, které tato oslava měla. Film byl natočen na motivy skutečné události.